# Kastenamt Kemnath

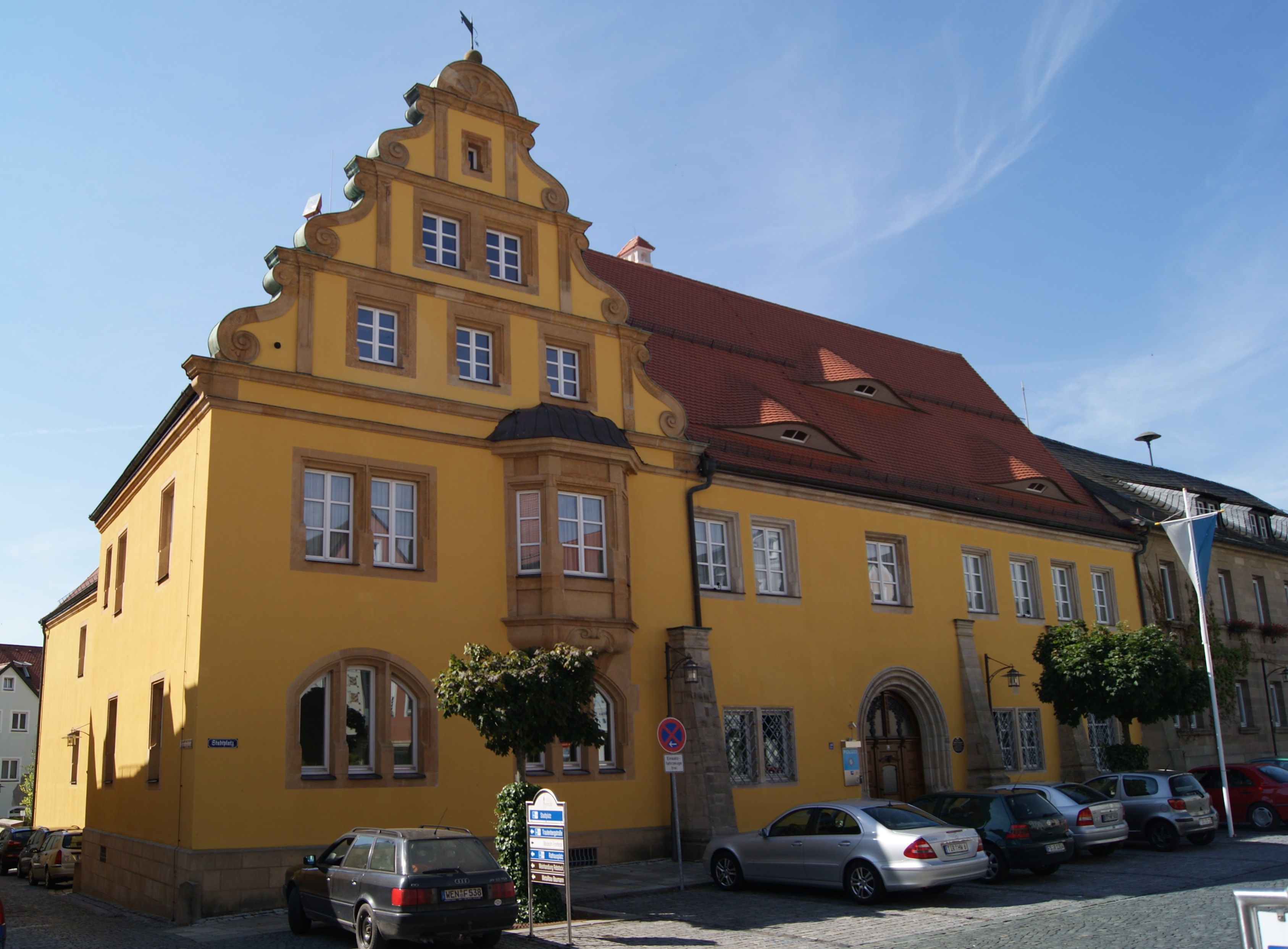
Kastenhof von Kemnath

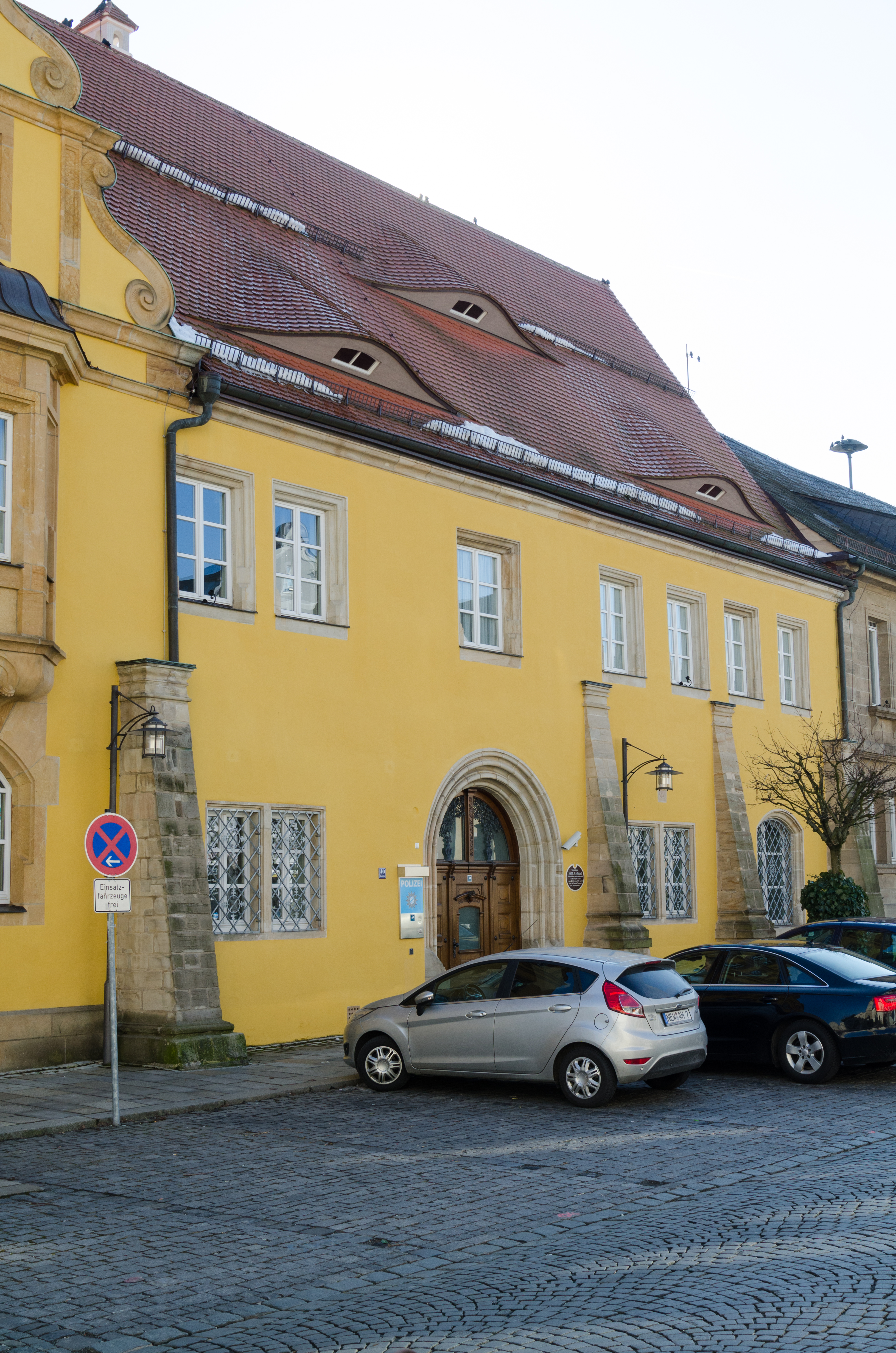
Kastenhof von Kemnath

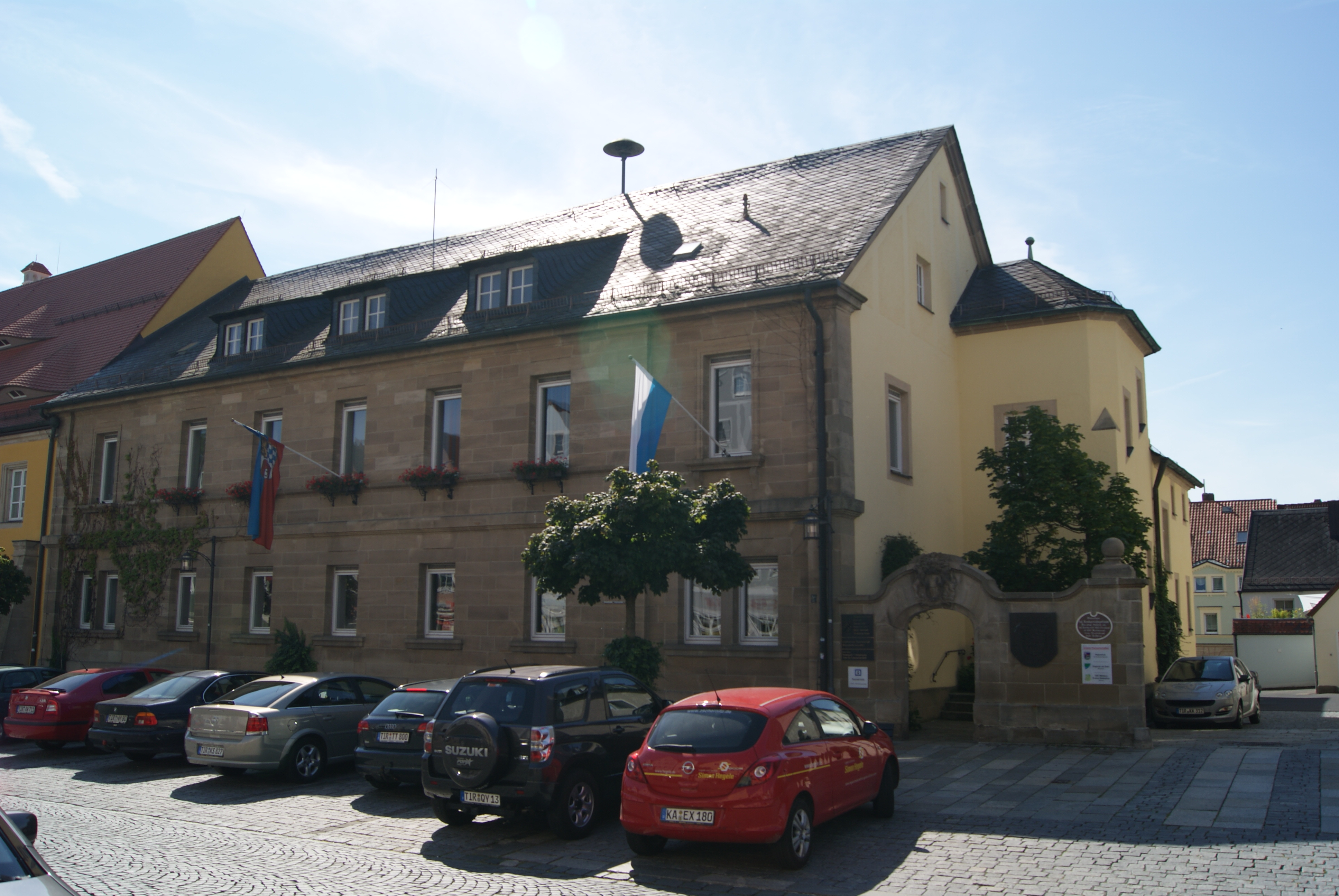
Angebautes Gebäude zum Kastenhof von Kemnath

Das ehemalige kurfürstliche Kastenamt Kemnath bzw.  der kurfürstliche Kastenhof befindet sich am Stadtplatz der oberpfälzischen Stadt Kemnath.

## Geschichte
Nach den Angaben im Historischen Atlas von Bayern befand sich in Kemnath seit dem 15. Jahrhundert der Amtssitz eines Kastners und Ende des 17. Jahrhunderts auch der Landrichter. Beide Funktionen wurden zuvor von der Burg Waldeck aus wahrgenommen. Im Salbuch von 1492 ist das Gebiet zweigeteilt, in die obere Herrschaft Waldeck und die niedere Herrschaft. Für diese beiden Verwaltungsbezirke wurden die jeweiligen Reichnisse (Geldzins für Käse, Fastnachts- und Herbsthennen, Hanfgeld oder Hundgeld, Scharwerksfron, Weidegeld für Schafe, Zehent und Getreidezinsen, Forsthafer, Geldzins vom Zapfenrecht, Verrechnung von Strafen und Wandel) getrennt aufgezählt.
1698 wurde der Sitz des Landrichters Thomas von Mancolini von Süßenfeld auf Kaibitz von der Burg Waldeck in die Stadt verlegt. Veranlasst wurde dies durch einen Brand, der das Wohnhaus des Landrichters beschädigt hatte. Der Brand war durch die Unachtsamkeit von zwei Flachshechlerinnen ausgelöst worden, die nachts in der sogenannten Pfaffenstube bei Schleißenlicht Flachs hechelten, und fand schon am 18. Oktober 1665 statt; dabei wurden Registratur, Ausrüstung und Munition vernichtet. Der Landrichter zog in die Gebäude in der Stadt ein, die sich an das Kastenamt anschlossen. Damit waren die Ämter des Mautners und des Landrichters wieder in einer Hand vereint.

## Baulichkeit
Der Kastenhof ist ein zweigeschossiger, verputzter Massivbau mit einem Satteldach und einem geschwungenen, renaissancezeitlichen Treppengiebel. Er besitzt dreigeschossige Sandsteinlaibungen, Strebepfeiler und einen Erker. Nach dem Stadtbrand von 1572 wurde das Gebäude auf spätmittelalterlichen Bauteilen neu errichtet. 1903 fand eine teilweise Erneuerung des Volutengiebels und eine Erweiterung des Gebäudes nach Süden statt. Zusammen mit dem Gebäude Stadtplatz 38, dem ehemaligen Bezirksamtsgebäude, wurde eine Dreiflügelanlage gebildet, ein zweigeschossiger Massivbau mit einem Satteldach, einer vorgeblendeten Werksteinfassade, einem Mittelrisalit und einer einfachen Fassadengliederung. Dieser Gebäudeteil wurde 1823 errichtet und um 1900 überformt; er wird heute als Rathaus verwendet.
Im Erdgeschoss des Kastenamtes befindet sich ein hallenartiger Flur. Die Schlusssteine der beiden Kreuzjoche tragen das Wappen der Kurpfalz, die Jahreszahl 1573 und ein Meisterzeichen. Dieser Gebäudeteil wurde nach dem Stadtbrand von 1572 wohl im ursprünglichen Zustand wiedererrichtet. Auf der rechten Seite, vom Eingang her gesehen, befindet sich der Sitzungssaal; dieser ist mit vier Kreuzjochen ausgestattet, die auf einem runden Mittelpfeiler ruhen. Die Schlusszeichen sind wieder das Kurpfälzer Wappen und Meisterzeichen. Im Stil ähnelt der Sitzungssaal der Bauweise der 1488 errichteten Kemnather Pfarrkirche. Am westlichen Fenster sind Löwenköpfe angebracht und die Jahreszahl 1582, der Zeitpunkt der Wiederherstellung der Außenfassade. Im Obergeschoss befinden sich an der Fenstersäule die Jahreszahl 1625, der Zeitpunkt der Wiederherstellung des ganzen Gebäudes, und ein Steinmetzzeichen.